# Сан Видото (Удине)
Сан Видото је насеље у Италији у округу Удине, региону Фурланија-Јулијска крајина.
Према процени из 2011. у насељу је живело 245 становника. Насеље се налази на надморској висини од 35 м.